# Chonchu
Chonchu (천추) est un sonyun manhwa scénarisé par Kim Song-jae et dessiné par Kim Byung Jin. La série se termine sur un cliffhanger au bout de 15 volumes, mais les auteurs n'excluent pas la possibilité de réaliser une suite à celle-ci[réf. nécessaire]. La version française a été éditée par Tokebi entre juillet 2003 et octobre 2005.

## Synopsis
Juste avant la naissance du premier enfant du taemangniji, le roi des Yemecks, un oracle annonce que celui-ci sera le « fils du démon », source de la ruine de son clan et de la mort de ses parents. Or ce sont des jumeaux qui viennent au monde. Afin de reconnaître le fils du démon de l'héritier, l'oracle place à côté des nouveau-nés une relique nommée « pierre du démon » afin qu'elle désigne l'enfant maudit. Mais celui-ci parvient à attraper la pierre avant qu'elle ne le marque et la place sur son frère, que tous à tort considèrent désormais comme « le fils du démon ». Grâce à l'intervention de sa mère, Chonchu est confié à Abolchan, chef des Myrmidons, un peuple guerrier, au lieu d'être tué par son père.
Des années plus tard, le vrai fils du démon, Ulfasso, monte sur le trône. Il est obsédé par l'idée de tuer son frère afin que toute trace de la malédiction disparaisse. Pour cela il envoie ses vassaux myrmidons mener des combats perdus d'avance, mais alors que ce peuple est quasiment décimé, Chonchu survit, grâce à la pierre du démon qui le rend presque immortel. Mais elle fait aussi de lui un tueur sans pitié que les rares survivants myrmidons commencent à maudire.
Sa rencontre inopinée avec Fassa, fille de l'interprète des oracles et fiancée d'Ulfasso, au beau milieu d'un combat, et son retour dans la capitale vont le ramener dans les méandres de la politique, tandis qu'Ulfasso met sa tête à prix et envoie contre lui la terrible Brigade Blanche.

## Contexte
La complexité de l'intrigue se dévoile graduellement, avec en filigrane, au-delà de la violence brute, une dénonciation de l'absurdité de la guerre[réf. nécessaire].

## Arrêt temporaire de la série
La série a été interrompue en 2004 avec le tome 15 (dernier de la première saison), l'auteur et le dessinateur ayant reçu la proposition d'adapter Final Fantasy XI en manhwa sous le titre Final Fantasy XI ~The Out of Orders~[réf. nécessaire].